# Lure
Lure je naselje in občina v vzhodni francoski regiji Franche-Comté, podprefektura departmaja Gornje Saone. Po oceni iz leta 2006 je naselje imelo 9.143 prebivalcev.

## Geografija
Kraj leži v vzhodni Franciji ob reki Ognon malone v vznožju Vogezov, 30 km vzhodno do severovzhodno od Vesoula in 80 km severovzhodno od Besançona.

## Administracija
Lure je sedež dveh kantonov:
- Kanton Lure-Jug (del občine Lure, občine Andornay, Arpenans, Les Aynans, Frotey-lès-Lure, Lyoffans, Magny-Danigon, Magny-Jobert, Magny-Vernois, Moffans-et-Vacheresse, Mollans, Palante, Roye, Le Val-de-Gouhenans, Vouhenans, Vy-lès-Lure),
- Kanton Lure-Sever (del občine Lure, občine Adelans-et-le-Val-de-Bithaine, Amblans-et-Velotte, Bouhans-lès-Lure, La Côte, Franchevelle, Froideterre, Genevreuille, Malbouhans, La Neuvelle-lès-Lure, Pomoy, Quers, Saint-Germain).

Naselje je prav tako sedež okrožja, v katerega so poleg njegovih dveh vključeni še kantoni Champagney, Faucogney-et-la-Mer, Héricourt-Vzhod/Zahod, Luxeuil-les-Bains, Mélisey, Saint-Loup-sur-Semouse, Saint-Sauveur, Saulx, Vauvillers in Villersexel s 106.461 prebivalci.

## Pobratena mesta
- Asperg (Nemčija);